# 통일혁명당 사건

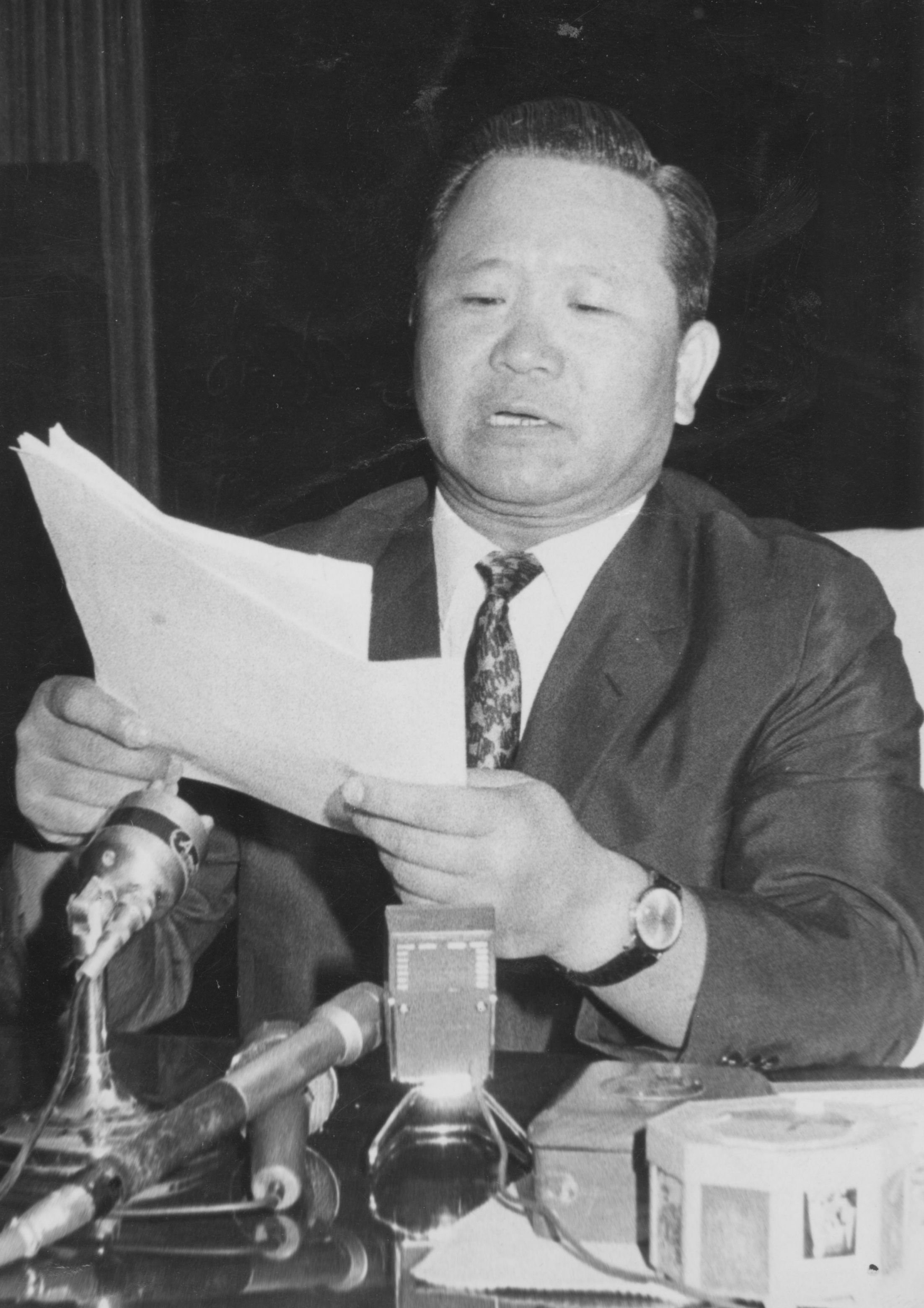
통일혁명당 사건을 발표하는 김형욱 중앙정보부장.

통일혁명당 사건은 박정희 정부 시절인 1968년 8월 24일, 중앙정보부에 의해 발각된 지하당 조직 사건이다. 158명이 검거되어 50명의 구속자를 낸 1960년대 최대의 공안 사건으로 김종태를 비롯한 주범들은 사형을 언도받았다.
중앙정보부장 김형욱이 발표한 바에 따르면 김종태는 전후 4차례에 걸쳐 북한 김일성과 면담하고 '통일혁명당'을 결성하여 혁신정당으로 위장, 합법화하여 반정부·반미 데모를 전개하는 등 대정부 공격과 반정부적 소요를 유발시키려 하였다.

## 상세
통일혁명당은 김종태가 월북해 조선민주주의인민공화국의 지령·자금을 받고 결성된 혁명 조직이었다. 통혁당은 중앙당인 조선로동당의 지시를 받는 지하당이었다. 주범 김종태·김질락·이문규는 월북해 조선로동당에 입당했고, 당원 이진영·오병헌은 1968년 4월 22일 월북해 교육을 받던 중 1968년 8월 말 통혁당 사건이 터지자 북한에 머물렀다. 
이 사건으로 김종태, 이문규, 김질락이 사형을 선고 받았다. 서울대학교 경제학과를 나온 이후 육군사관학교에서 교관을 하다가, 구속되었던 신영복은 1심과 2심에서 사형, 대법원에서 무기징역을 선고 받았다. 중앙정보부는 암호를 해독하여, 이문규를 구출하러 북이 파견한 공작선을 격침시키면서 2명을 생포하였고, 결국 이들도 통혁당 관련자로 사형을 언도받게 되었다. 박성준은 자신의 처 한명숙을 포섭하는 등의 혐의로 체포되어 15년 형을 선고받았다. 유낙진은 무기징역형을 선고 받았으나 이후 20년 형으로 감형되었다.
이 사건과 관련되어 검거된 자는 모두 158명이었으며, 이들 중 73명이 송치되었고, 23명은 불구속되었다. 무장공작선 1척, 고무보트 1척, 무전기 7대, 기관단총 12정, 수류탄 7개, 무반동총 1정과 권총 7정 및 실탄 140발, 12.7mm 고사총 1정, 중기관총 1정, 레이다 1대와 라디오 수신기 6대, 미화 3만여 달러와 한화 73만여 원 등이 압수되었다.
김종태가 사형을 당하자 김일성은 그에게 영웅 칭호를 수여하고, 해주사범학교를 김종태사범학교로 개칭하였다. 신영복은 사상 전향을 하여 1988년 출소하였다.